# Сент-Чарльз (Міннесота)
Сент-Чарльз (англ. St. Charles) — місто (англ. city) в США, в окрузі Вінона штату Міннесота. Населення — 3990 осіб (2020).

## Географія
Сент-Чарльз розташований за координатами 43°58′7″ пн. ш. 92°3′32″ зх. д. / 43.96861° пн. ш. 92.05889° зх. д. (43.968743, -92.059025).  За даними Бюро перепису населення США в 2010 році місто мало площу 9,99 км², уся площа — суходіл.

## Демографія
Згідно з переписом 2010 року, у місті мешкало 3735 осіб у 1416 домогосподарствах у складі 985 родин. Густота населення становила 374 особи/км².  Було 1532 помешкання (153/км²).
Расовий склад населення:
| - 91,8 % — білих - 2,5 % — азіатів - 0,6 % — чорних або афроамериканців - 0,3 % — корінних американців - 3,0 % — осіб інших рас |

До двох чи більше рас належало 1,8 %. Частка іспаномовних становила 8,8 % від усіх жителів.
За віковим діапазоном населення розподілялося таким чином: 28,0 % — особи молодші 18 років, 57,1 % — особи у віці 18—64 років, 14,9 % — особи у віці 65 років та старші. Медіана віку мешканця становила 35,8 року. На 100 осіб жіночої статі у місті припадало 98,6 чоловіків;  на 100 жінок у віці від 18 років та старших — 92,8 чоловіків також старших 18 років.
Середній дохід на одне домашнє господарство  становив 65 155 доларів США (медіана — 54 651), а середній дохід на одну сім'ю — 77 252 долари (медіана — 70 284). Медіана доходів становила 46 419 доларів для чоловіків та 36 483 долари для жінок. За межею бідності перебувало 13,9 % осіб, у тому числі 25,2 % дітей у віці до 18 років та 8,6 % осіб у віці 65 років та старших.
Цивільне працевлаштоване населення становило 1897 осіб. Основні галузі зайнятості: освіта, охорона здоров'я та соціальна допомога — 40,3 %, мистецтво, розваги та відпочинок — 13,5 %, виробництво — 10,5 %.